# Still Breathing
Chansons représentant la Lettonie au Concours Eurovision de la chanson
That Night
(2019) The Moon is Rising
(2021)
Still Breathing est une chanson de la chanteuse lettone Samanta Tīna sortie le 28 novembre 2019 en téléchargement numérique. La chanson aurait dû représenter la Lettonie au Concours Eurovision de la chanson 2020, à Rotterdam, aux Pays-Bas.

## À l’Eurovision
Still Breathing devait représenter la Lettonie au Concours Eurovision de la chanson 2020 après avoir remporté Supernova 2020, la sélection du pays.
La chanson aurait dû être interprétée en dix-huitième et dernière position de l'ordre de passage de la deuxième demi-finale, le 14 mai 2020. Cependant, le 18 mars 2020, l'annulation du Concours en raison de la pandémie de Covid-19 est annoncée.